# Rotirajoči top
Rotirajoči top tudi Gatlingov top je vrsta večcevnega hitrostrelnega topa. Zaradi več cevi ima precej večjo hitrost streljanja kot enocevni topovi enakega kalibra npr. revolverski top. V večini primerov rotirajoči top poganja električni motor, obstajajo pa tudi verzije na plinsko delovanje npr. Grjazev-Šipunov GŠ-6-23. Prve Gatlingove topove so poganjali vojaki preko ročnega mehanizma. 